# Beuvillers (Calvados)
Beuvillers és un municipi francès situat al departament de Calvados i a la regió de Normandia. L'any 2017 tenia 1351 habitants.
El primer esment escrit Boviler data del 1180 és la combinació d'un antropònim germànic (Bodo, Bovo o Bovilo) i del sufix villers derivat del llatí popular villare, « masia », « poble ».

## Demografia
El 2007 la població de fet era de 1.216 persones. Hi havia 488 famílies i 543 habitatges

## Economia
El 2007 la població en edat de treballar era de 772 persones. El 2007 hi havia 44 empreses de diverses especialitats: alimentàries, fabricació d'altres productes industrials, de construcció, comerç i reparació d'automòbils, transport, hostatgeria i restauració, financeres, gelateria….
L'any 2000 hi havia quinze explotacions agrícoles que conreaven un total de 305 hectàrees. Té una escola maternal i una escola elemental.